# Eton (Berkshire)
Eton [ˈiːtən] ist ein Ort in der englischen Grafschaft Berkshire, ca. 25 km westlich von London. Er liegt an der Themse gegenüber der Stadt Windsor. Beide Städte sind durch eine Brücke verbunden. Bis 1974 gehörte Eton zur Grafschaft Buckinghamshire. Eton hat 4980 Einwohner (2001). In dem Ort befindet sich das bekannte Eton College, ein exklusives Internat. Zum Eton College gehört auch der Dorney Lake, auf dem unter anderem die Ruder- und Kanuwettkämpfe der Olympischen Sommerspiele 2012 ausgetragen wurden.

## Geschichte
Eton geht auf eine sächsische Siedlung namens Eyton oder Eytun (Siedlung auf einer Insel) zurück und wurde vermutlich zwischen dem 7. und 10. Jahrhundert gegründet. Urkundlich ist Eton erstmals 1086 im Zusammenhang mit Königin Edith, der Frau des Königs Eduard der Bekenner, erwähnt, die dort ein Landhaus hatte. Eton ist als Etonne im Domesday Book verzeichnet.
Im Jahr 1198 wurde Eton erstmals Stadt genannt und hat in etwa die gleiche Größe wie das gegenüberliegende Windsor. 1440 erhielt König Heinrich VI. die päpstliche Erlaubnis, ein College namens College of the Blessed Virgin Mary in Eton zu errichten. 1801 hatte Eton ohne die Schüler des Eton College 2036 Einwohner.

## Bauwerke (Auswahl)

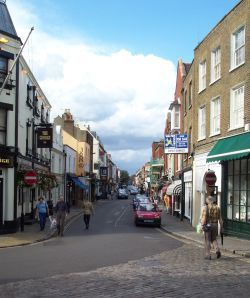
High street, die Hauptstraße des Ortes, an der die meisten Sehenswürdigkeiten stehen

- die katholischen Kirchen Our Lady Of Sorrows[1] und Our Lady of Peace[2]
- ein Brückenhaus
- Eton College mit Kapelle, Schulhalle und Bibliothek
- ein historisches Fachwerkhaus mit einem davor befindlichen Pranger
- Windsor-Brücke
- The Wren Chocolate Theater Cafe

## Verkehr

### Öffentlicher Verkehr
Eton wird von zwei Busunternehmen bedient, die sowohl die Verbindung zum/vom Flughafen Heathrow Airport als auch eine Verbindung mit den Nachbarorten herstellen.

### Eisenbahn
Südlich der historischen – nur von Fußgängern und Radfahrern benutzbaren – Brücke nach Windsor befindet sich die Windsor and Eton Central railway station (Züge nach London Paddington; in Slough umsteigen) und auch die Windsor and Eton Riverside railway station (Züge nach London Waterloo).

## Söhne und Töchter der Stadt
- Emily Acland (1830–1905), neuseeländische Pionierin und Malerin
- Donald Francis Tovey (1875–1940), Komponist, Pianist und Musikwissenschaftler
- John Evelyn Shuckburgh (1877–1953), Gouverneur von Nigeria
- Humphrey Lyttelton (1921–2008), Jazz-Musiker und Autor
- Donald Thomas Anderson (* 1939), Entwicklungsbiologe und Zoologe
- Dominic Raab (* 1974), Politiker, Außenminister des Vereinigten Königreichs

## Trivia
- 1893 wurde im Eton College zum ersten Mal die Nachspeise Eton Mess serviert